# Lubicz (Boża Wola)
Lubicz – przysiółek wsi Boża Wola w Polsce położony w województwie świętokrzyskim, w powiecie włoszczowskim, w gminie Kluczewsko.
Wierni Kościoła rzymskokatolickiego należą do parafii św. Jakuba w Stanowiskach.

## Historia
Lubicz  w wieku XIX wieś włościańska w powiecie koneckim,  gminie Dobromierz, parafii Stanowiska. W 1884 roku było tu gruntów 79 mórg, 7 domów, 42 mieszkańców.
Według spisu powszechnego z roku 1921 miejscowość Lubicz kolonia i wieś spisane łącznie posiadały 16 domów i 96 mieszkańców.